# Atheta ringi
Atheta ringi är en skalbaggsart som beskrevs av Klimaszewski in Klimaszewski och Winchester 2002. Atheta ringi ingår i släktet Atheta och familjen kortvingar. Inga underarter finns listade i Catalogue of Life.